# Равнина Исиды

Западная часть равнины и соседние детали поверхности

Равнина Исиды (лат. Isidis Planitia) — округлая низменность ударного происхождения на Марсе. Диаметр — около 1200 км. Находится на границе двух основных регионов планеты: северного равнинного и южного гористого. На северо-востоке граничит с намного большей равниной Утопия, на юге — с Тирренской землёй, на западе — со щитовым вулканом Большой Сирт.

## Название
Название равнины унаследовано от светлой детали альбедо Страна Исиды (лат. Isidis Regio), названной в XIX веке Джованни Скиапарелли в честь Исиды — самой почитаемой богини Древнего Египта. С этой страной связаны и названия многих соседних объектов, так как ей соответствовал этот регион на картах Скиапарелли, который брал имена для деталей поверхности Марса из древней географии и мифологии. Так, наряду со светлой Страной Исиды на равнине расположены тёмные детали альбедо — Озеро Мерида (лат. Moeris Lacus, по названию озера близ Нила) и впадающий в него «канал» Непентес (лат. Nepenthes, по названию египетского лекарства от грусти). Упомянутые названия деталей альбедо были утверждены Международным астрономическим союзом в 1958 году (впоследствии название «Страна Исиды» было убрано с карты), а название равнины — в 1973.

## Описание
Равнина Исиды лежит в разрушенном ударном кратере — одном из крупнейших на Марсе: диаметр его вала составляет около 1500 км. Впрочем, кратеры подобного размера (ударные бассейны) имеют больше одной кольцевой структуры, что вместе с плохой сохранностью приводит к разногласиям в оценке размеров. Некоторые авторы выделяют два кольца с диаметрами 1100 и 1900 км. Вдоль южного края равнины на расстоянии 1400—1500 км от её центра тянется ряд уступов Oenotria Scopuli («ступени Энотрия»), которые, по-видимому, образуют внешнее кольцо этого бассейна — диаметром, соответственно, 2800—3000 км.
Бассейн равнины Исиды появился в нойском периоде, около 4 млрд лет назад. Подсчёт накопившихся кратеров указывает на то, что это самый молодой из крупных бассейнов Марса. Он частично перекрыл соседний гипотетический бассейн равнины Утопия. Впоследствии бассейн равнины Исиды усеивали меньшие кратеры, а также заполняли смытые с соседних возвышенностей осадки и лава Большого Сирта.
Удар, создавший бассейн такого размера, должен был снести слой пород толщиной 60—100 км. В связи с этим марсианская кора под равниной Исиды рекордно тонкая, хотя вокруг неё — относительно толстая. Согласно гравиметрическим данным, толщина коры в центре равнины — лишь около 6 км, причём бо́льшая часть этой величины может приходиться на осадки, принесённые извне.
Разломы коры, образовавшиеся от удара, могли стать причиной вулканической активности Большого Сирта. Приуроченность вулканов к большим ударным бассейнам заметна и в других местах Марса.
Под равниной Исиды находится один из самых больших в Солнечной системе масконов: ускорение свободного падения над ней повышено на 400 и более мГал. Это может объясняться тем, что сразу после удара тяжёлые породы мантии из-за удаления коры резко поднялись, образовав мантийную выпуклость, которая не только скомпенсировала недостаток массы, но и создала избыток (что наблюдается у ряда лунных талассоидов). По ещё одной версии, маскон равнины Исиды может быть по крайней мере частично создан вулканическими и другими породами, заполнившими кратер.
К югу и северо-западу от равнины до сих пор прослеживаются остатки ударных выбросов её бассейна. Его вал тоже сохранился лишь фрагментарно: так, на северо-востоке он разрушен и покрыт осадками, которые распространяются и на соседние равнины. Вероятно, через этот разрыв на равнину Исиды заходил океан, покрывавший северные низменности Марса. Исследование деталей рельефа водного происхождения указывает на существование моря на равнине Исиды в конце гесперийского — начале амазонийского периода, после чего оно частично вытекло и частично замёрзло, а ледяная корка впоследствии испарилась.

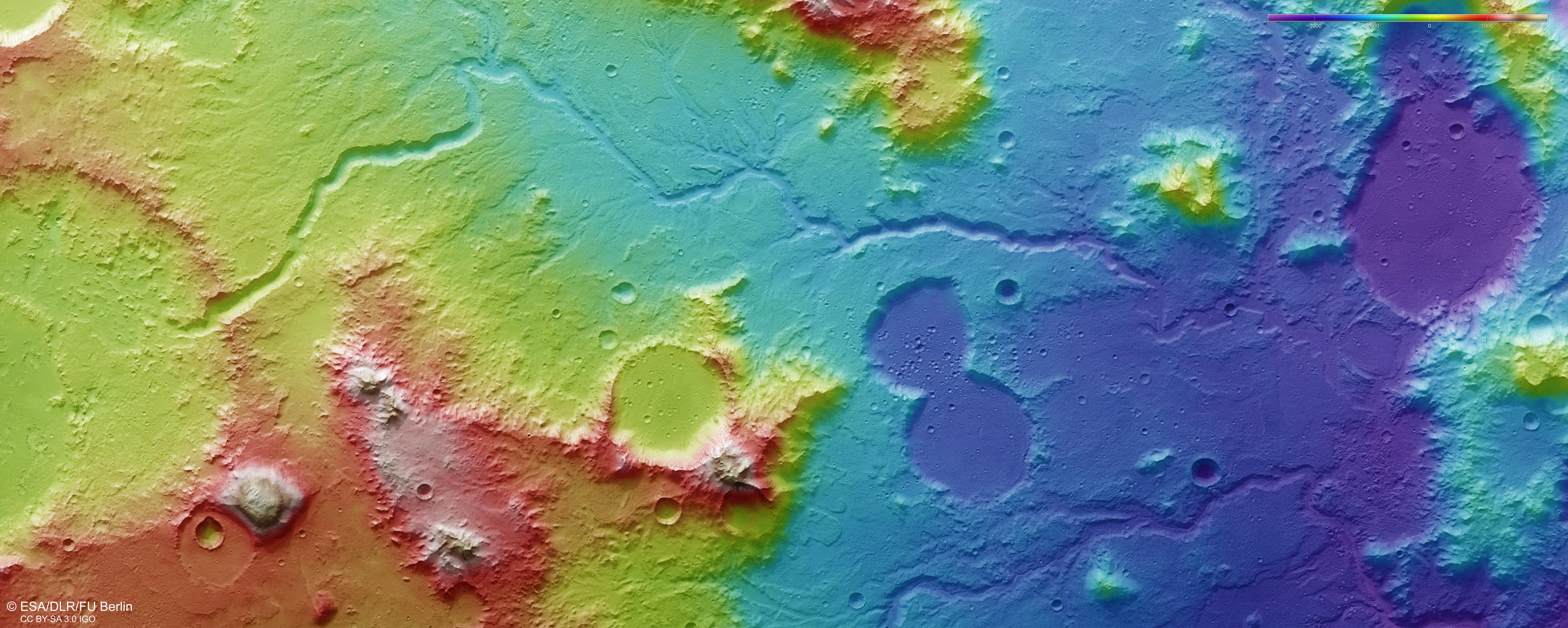
Сухие речные русла в горах на южном краю равнины (карта высот)

Поверхность равнины лежит на 3,5—4 км ниже марсианского уровня отсчёта высот. Её рельеф довольно плоский, лишь местами встречаются небольшие кратеры и гряды. С юга её окаймляют горы Ливия, некоторые из которых достигают высоты более 2 км. Северо-западнее равнины вдоль её края тянутся Нильские борозды — впадины шириной до 40 км и глубиной 1,3 км, а с противоположной стороны — похожие, но меньшие, борозды Аментес. И те и другие интерпретируются как грабены, возникшие от растяжения поверхности. Это единственный на Марсе явный случай сопряжённости крупной ударной структуры с тектоническими объектами (хотя подобные случаи известны на Луне).
Область равнины Исиды и Большого Сирта — одно из основных мест возникновения пылевых облаков на Марсе.

## Посадки космических аппаратов
- 25 декабря 2003 года на равнине Исиды (11°31′44″ с. ш. 90°25′53″ в. д. / 11,52879° с. ш. 90,43139° в. д.) совершил посадку космический аппарат «Бигль-2», который, однако, так и не вышел на связь[19].
- 18 февраля 2021 года на северо-западном краю равнины, в кратере Езеро (18°26′41″ с. ш. 77°27′03″ в. д. / 18,4447° с. ш. 77,4508° в. д.), был посажен марсоход «Персеверанс» с вертолётом Ingenuity.